# 스코틀랜드 자유교회 (1900년 이후)

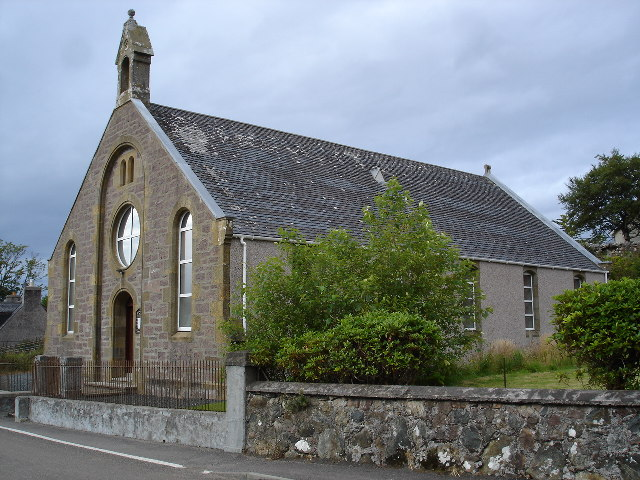

스코틀랜드 자유 교회(Free Church of Scotland)는 스코틀랜드에 있는 복음적이며 개혁적인 장로교단이다. 역사적 스코틀랜드 자유교회에서 분열 교회 중에서 스코틀랜드 연합장로교회 이외 교회로 구성된다.

## 신학과 교리
교회는 웨스트민스터 고백과 개혁 신학에 대한 강한 신뢰를 한다.

## 같이 보기
- 스코틀랜드 자유교회 (1843–1900)

## 참고 문헌
- Cameron, N. 등 (eds.) (1993). 스코틀랜드 교회 역사와 신학 사전. 에든버러 : T. & T. Clark. ISBN 978-0-56709-650-0. OCLC 924744646.